# Strmilov
Strmilov é uma cidade checa localizada na região da Boêmia do Sul, distrito de Jindřichův Hradec.